# Антипатр Сідонський
Антіпатр Сідонський (грец. Ἀντίπατρος) — давньогрецький поет II століття до н. е. із Сідону.
Антипатр був автором коротких елегій, деякі з них дійшли до нас у «Грецькій антології», в тому числі «Корона Мелеагра». Він також написав епітафію Сапфо, в якій наполягав, що поетеса померла від природних причин і похована на своїй батьківщині острові Лесбос.
Цицерон описував Антипатра як блискучого епіграміста, але часом схильного до наслідування.
Поряд із Філоном Візантійським, Страбоном, Геродотом та Діодором Сицилійським Антипатр вважається одним з авторів переліку Семи чудес світу, який він описав у своїй поезії близько 140 до н. е.